# Barbucca
Barbucca (Барбукка) — єдиний рід родини Barbuccidae ряду Коропоподібні. Складається з 2 видів. Раніше належав до родини Баліторові. Втім з 2012 року виокремлений у самостійну родину.

## Опис
Загальна довжина представників цього роду коливається від 4 до 5 см. Голова невелика, дещо потовщена. Очі великі. Верхня губа м'ясиста, гладенька. Нижня губа зрощується разом з верхньою губою, м'ясиста і розділена посередині. На нижній губі є м'ясиста, бурштинова, трикутна частка, з м'яким, тонким, стиснутим виростом, перпендикулярним тілу. На щелепі можна знайти ще 2 пари зубів, один на верхній щелепі. Всі зуби оточені на їх основі кільцем невеликих виростів. Мануальний канал, з'єднувальна трубка між двома задніми частинами плавального міхура відсутня. Спинний плавець широкий та високий. Грудні та черевні плавці великі. Анальний плавець звужений в основі. Хвостовий плавець широкий, з виїмкою.
Забарвлення піщаного або сіруватого кольору, з різними вузькими смужками.

## Спосіб життя
Зустрічається в невеличких лісових струмках. Віддає перевагу дну, вкритому листям. Веде потайний спосіб життя. Утворює косяки середнього розміру. Спостереження довели відсутність будь-яких міжвидової агресії. Найбільш активні в сутінках. Пересувається, повзаючи камінням. Іноді робить короткі ривки.
Живиться дрібними безхребетними і деякими водоростями.

## Розповсюдження
Мешкають в водоймах західного Калімантану, в Меконгу (в Таїланді, В'єтнамі, Камбоджі), водоймах острову Фукуок.

## Види
- Barbucca diabolica  Roberts, 1989
- Barbucca elongata  Vasil'eva & Vasil'ev, 2013